# Dallas (Dakota del Sud)
Dallas és una població dels Estats Units a l'estat de Dakota del Sud. Segons el cens del 2000 tenia 144 habitants.

## Demografia
Segons el cens del 2000, Dallas tenia 144 habitants, 59 habitatges, i 38 famílies. La densitat de població era de 111,2 habitants per km².
Dels 59 habitatges en un 28,8% hi vivien nens de menys de 18 anys, en un 52,5% hi vivien parelles casades, en un 6,8% dones solteres, i en un 33,9% no eren unitats familiars. En el 25,4% dels habitatges hi vivien persones soles el 16,9% de les quals corresponia a persones de 65 anys o més que vivien soles. El nombre mitjà de persones vivint en cada habitatge era de 2,44 i el nombre mitjà de persones que vivien en cada família era de 2,95.
Per edats la població es repartia de la següent manera: un 24,3% tenia menys de 18 anys, un 5,6% entre 18 i 24, un 26,4% entre 25 i 44, un 22,9% de 45 a 60 i un 20,8% 65 anys o més.
L'edat mediana era de 42 anys. Per cada 100 dones de 18 o més anys hi havia 98,2 homes.
La renda mediana per habitatge era de 17.917 $ i la renda mediana per família de 18.906 $. Els homes tenien una renda mediana de 17.813 $ mentre que les dones 18.438 $. La renda per capita de la població era d'11.970 $. Entorn del 23,1% de les famílies i el 28,3% de la població estaven per davall del llindar de pobresa.

## Poblacions més properes
El següent diagrama mostra les poblacions més properes.